# Superclásico de las Américas
El Superclásico de las Américas-Copa Doctor Nicolás Leoz (en portugués: Superclássico das Américas), también conocido como Clásico sudamericano, fue una competición amistosa de la Conmebol, en la que compiten las selecciones de Argentina y Brasil, descontinuada en 2019.
La Copa Roca es el torneo antecesor al Superclásico de las Américas, el cual fue disputado en 12 ocasiones entre 1914 y 1976.
La competición enfrentaba a las dos potencias sudamericanas, las selecciones de Argentina y Brasil que animan el gran Clásico sudamericano. Estas jugaron un partido de la serie en cada país, previamente sorteando el país que ejercería localía en el partido de vuelta. En la copa solo podían ser convocados jugadores que en el momento de la competición estén jugando en sus países de origen y no en una liga extranjera (esta norma solo se aplica si el torneo se lleva a cabo en cualquiera de los dos países o en ambos países, ya que si se juega en otro país sí se pueden convocar a futbolistas que jueguen en una liga extranjera).

## Formación del torneo
Previamente, y aunque no se desarrolló la idea, hubo un acuerdo en 2010 para jugar el torneo. Como torneo sucesor de la Copa Roca, esta competencia es también de carácter amistoso.
La primera edición se llevó a cabo en septiembre de 2011. El primer encuentro de este torneo se desarrolló, según el sorteo, en Argentina, mientras que la vuelta se jugó en tierra brasileña.
Esta competencia se asemeja en parte al Campeonato Africano de Naciones en el hecho de que solo se permite la participación de jugadores de las ligas locales, aunque en el torneo africano, al igual que en la Copa Africana de Naciones, participan 16 equipos.
La competición fue suspendida en 2015 y 2016 a raíz del Escándalo  de corrupción que sacudió a la FIFA. La cancelación estuvo marcada principalmente, porque empresarios de la empresa argentina FullPlay, una de las promotoras del Superclásico de las Américas, fueron detenidos por presunto soborno.
Un estudio económico detalla que los jugadores de ambos bandos en 2016 tenían cotizaciones millonarias. Ambos bandos cuentan con grandes futbolistas altamente cotizados. Brasil alcanza los 455 700 007 en euros y Argentina consigue 360 000 000 euros.
La larga ausencia del torneo se explica por la suspensión de la edición pensada para 2022 por desacuerdos de las asociaciones de fútbol de cada país.

## Resultados y estadísticas

### Resultados
| Año           | Campeón   | Resultado          | Subcampeón | Sedes                                                           |
| ------------- | --------- | ------------------ | ---------- | --------------------------------------------------------------- |
| 2011 Detalles | Brasil    | 0:0 2:0            | Argentina  | Estadio Mario Alberto Kempes, Córdoba Estádio Mangueirão, Belém |
| 2012 Detalles | Brasil    | 2:1 1:2 (4:3 pen.) | Argentina  | Estádio Serra Dourada, Goiânia La Bombonera, Buenos Aires       |
| 2014 Detalles | Brasil    | 2:0                | Argentina  | Estadio Nacional de Pekín, China                                |
| 2017 Detalles | Argentina | 1:0                | Brasil     | Melbourne Cricket Ground, Australia                             |
| 2018 Detalles | Brasil    | 1:0                | Argentina  | King Abdullah Sports City, Arabia Saudita                       |
| 2019 Detalles | Argentina | 1:0                | Brasil     | King Saud University Stadium, Arabia Saudita                    |

## Palmarés
| Equipo    | Campeón                    | Subcampeón                 |
| --------- | -------------------------- | -------------------------- |
| Brasil    | 4 (2011, 2012, 2014, 2018) | 2 (2017, 2019)             |
| Argentina | 2 (2017, 2019)             | 4 (2011, 2012, 2014, 2018) |

## Máximos goleadores
| Jugador              | Selección | Goles | PJ |
| -------------------- | --------- | ----- | -- |
| Ignacio Scocco       | Argentina | 2     | 1  |
| Diego Tardelli       | Brasil    | 2     | 1  |
| Neymar               | Brasil    | 2     | 6  |
| Gabriel Mercado      | Argentina | 1     | 1  |
| Miranda              | Brasil    | 1     | 1  |
| Lucas                | Brasil    | 1     | 2  |
| Fred                 | Brasil    | 1     | 2  |
| Lionel Messi         | Argentina | 1     | 3  |
| Juan Manuel Martínez | Argentina | 1     | 3  |
| Paulinho             | Brasil    | 1     | 4  |

## Goleadores
| Año   | Equipo nacional | Jugador        | Club                            | Goles |
| ----- | --------------- | -------------- | ------------------------------- | ----- |
| 2011  | Brasil          | Lucas          | São Paulo Futebol Clube         | 1     |
| 2011  | Brasil          | Neymar         | Santos Futebol Clube            | 1     |
| 2012  | Argentina       | Ignacio Scocco | Club Atlético Newell's Old Boys | 2     |
| 2014* | Brasil          | Diego Tardelli | Clube Atlético Mineiro          | 2     |

* Ediciones jugadas en un solo partido.

## Asistentes
| Año  | Equipo nacional | Jugador            | Club                          | Asistencias |
| ---- | --------------- | ------------------ | ----------------------------- | ----------- |
| 2011 | Brasil          | Danilo             | Santos Futebol Clube          | 1           |
| 2011 | Brasil          | Diego Souza        | Club de Regatas Vasco da Gama | 1           |
| 2012 | Brasil          | Jean               | Fluminense Football Club      | 1           |
| 2012 | Brasil          | Neymar             | Santos Futebol Clube          | 1           |
| 2012 | Argentina       | Clemente Rodríguez | Club Atlético Boca Juniors    | 1           |
| 2012 | Argentina       | Walter Montillo    | Cruzeiro Esporte Clube        | 1           |
| 2014 | Brasil          | David Luiz         | Chelsea Football Club         | 1           |